# Lyndon (Illinois)
Lyndon és una població dels Estats Units a l'estat d'Illinois. Segons el cens del 2000 tenia 566 habitants.

## Demografia
Segons el cens del 2000, Lyndon tenia 566 habitants, 236 habitatges, i 165 famílies. La densitat de població era de 266,5 habitants/km².
Dels 236 habitatges en un 27,1% hi vivien nens de menys de 18 anys, en un 57,6% hi vivien parelles casades, en un 8,5% dones solteres, i en un 29,7% no eren unitats familiars. En el 24,2% dels habitatges hi vivien persones soles el 14% de les quals corresponia a persones de 65 anys o més que vivien soles. El nombre mitjà de persones vivint en cada habitatge era de 2,4 i el nombre mitjà de persones que vivien en cada família era de 2,81.
Per edats la població es repartia de la següent manera: un 21,7% tenia menys de 18 anys, un 7,6% entre 18 i 24, un 28,4% entre 25 i 44, un 27,7% de 45 a 60 i un 14,5% 65 anys o més.
L'edat mediana era de 41 anys. Per cada 100 dones de 18 o més anys hi havia 96,9 homes.
La renda mediana per habitatge era de 37.375 $ i la renda mediana per família de 41.528 $. Els homes tenien una renda mediana de 30.469 $ mentre que les dones 22.813 $. La renda per capita de la població era de 16.870 $. Aproximadament el 5,6% de les famílies i el 6,8% de la població estaven per davall del llindar de pobresa.

## Poblacions més properes
El següent diagrama mostra les poblacions més properes.